# Melbourne Track Classic 2007
Il Telstra Melbourne Track Classic 2007 è un meeting di atletica leggera svoltosi il 2 marzo 2007 facente parte del circuito IAAF World Tour, di cui rappresenta il primo appuntamento stagionale.

## Risultati

### Uomini
| Evento: | Vincitore:                     | Vincitore: | 2° piazzato:                    | 2° piazzato: | 3° piazzato:                   | 3° piazzato: |
| --- | ------------------------------ | ---------- | ------------------------------- | ------------ | ------------------------------ | ------------ |
| 100m | Joshua Ross Australia          | 10.22      | Uzodinma Alozie Nigeria         | 10.39        | Adam Miller Australia          | 10.45        |
| 200m | Shawn Crawford Stati Uniti     | 20.32      | LaShawn Merritt Stati Uniti     | 20.38        | Joshua Ross Australia          | 20.78        |
| 400m | LaShawn Merritt Stati Uniti    | 45.31      | Sean Wroe Australia             | 45.56        | Mark Ormrod Australia          | 46.10        |
| 800 m | Jeffrey Riseley Australia      | 1:46.88    | Nicholas Bromley Australia      | 1:47.40      | Cosmas Rono Kipkorir Kenya     | 1:47.43      |
| 1.500m | Shadrack Korir Kenya           | 3:37.37    | Andrew Baddeley Regno Unito     | 3:38.13      | Jeremy Roff Australia          | 3:38.20      |
| 5.000m | Craig Mottram Australia        | 13:32.67   | Boniface Kiprotich Songok Kenya | 13:36.77     | Dickson Marwa Mkami Tanzania   | 13:38.30     |
| 400hs | Brendan Cole Australia         | 50.67      | LaBronze Garrett Stati Uniti    | 51.03        | Mowen Boino Papua Nuova Guinea | 51.31        |
| Salto con l'asta | Steven Hooker Australia        | 5,81 m     | Brad Walker Stati Uniti         | 5,71 m       | Paul Burgess Australia         | 5,50 m       |
| Salto in lungo | Robert Crawther Australia      | 7,85 m     | Tim Parravicini Australia       | 7,78 m       | John Thornell Australia        | 7,72 m       |
| Getto del peso | Christian Cantwell Stati Uniti | 20,79 m    | Scott Martin Australia          | 20,19 m      | Stuart Gyngell Australia       | 18,09 m      |
| AR record continentale \| NR record nazionale \| PB record personale \| SB record personale stagionale \| WL miglior prestazione dell'anno \| WR record mondiale |                                |            |                                 |              |                                |              |

### Donne
| Evento: | Vincitore:                      | Vincitore: | 2° piazzato:               | 2° piazzato: | 3° piazzato:                   | 3° piazzato: |
| --- | ------------------------------- | ---------- | -------------------------- | ------------ | ------------------------------ | ------------ |
| 100m | Michelle Perry Stati Uniti      | 11.34      | Sally McLellan Australia   | 11.50        | Crystal Attenborough Australia | 11.70        |
| 400m | Lewis Tamsyn Australia          | 51.72      | Morgan Whiley Australia    | 53.80        | Angeline Blackburn Australia   | 54.08        |
| Miglio | Lisa Corrigan Australia         | 4:22.66    | Sarah Jamieson Australia   | 4:23.40      | Donna MacFarlane Australia     | 4:33.52      |
| 5.000m | Lauren Fleshman Stati Uniti     | 15:27.61   | Benita Johnson Australia   | 15:36.45     | Sonia O'Sullivan Irlanda       | 16:04.39     |
| 100hs | Michelle Perry Stati Uniti      | 12.82      | Sally McLellan Australia   | 13.04        | Andrea Miller Nuova Zelanda    | 13.39        |
| Salto in alto | Catherine Drummond Australia    | 1,81 m     | Ellen Pettitt Australia    | 1,81 m       | Vicky Collins Australia        | 1,81 m       |
| Salto in lungo | Bronwyn Thompson Australia      | 6,44 m     | Nolle Graham Giamaica      | 6,39 m       | Kylie Wheeler Australia        | 6,35 m       |
| Lancio del disco | Beatrice Faumuina Nuova Zelanda | 60,40 m    | Dani Samuels Australia     | 57,06 m      | Alifatou Djibril Togo          | 50,57 m      |
| Lancio del giavellotto | Kimberley Mickle Australia      | 58,82 m    | Kathryn Mitchell Australia | 53,72 m      | Laura Cornford Australia       | 52,81 m      |
| AR record continentale \| NR record nazionale \| PB record personale \| SB record personale stagionale \| WL miglior prestazione dell'anno \| WR record mondiale |                                 |            |                            |              |                                |              |